# 10e arrondissement de Hô Chi Minh-Ville
Pour les articles homonymes, voir 10e arrondissement.
Le 10e arrondissement (vietnamien : Quận 10) est un arrondissement urbain situé à l'est de Hô Chi Minh-Ville au Viêt Nam.

## Présentation
Le district 10 se divise en 15 quartiers (phường).

## Galerie

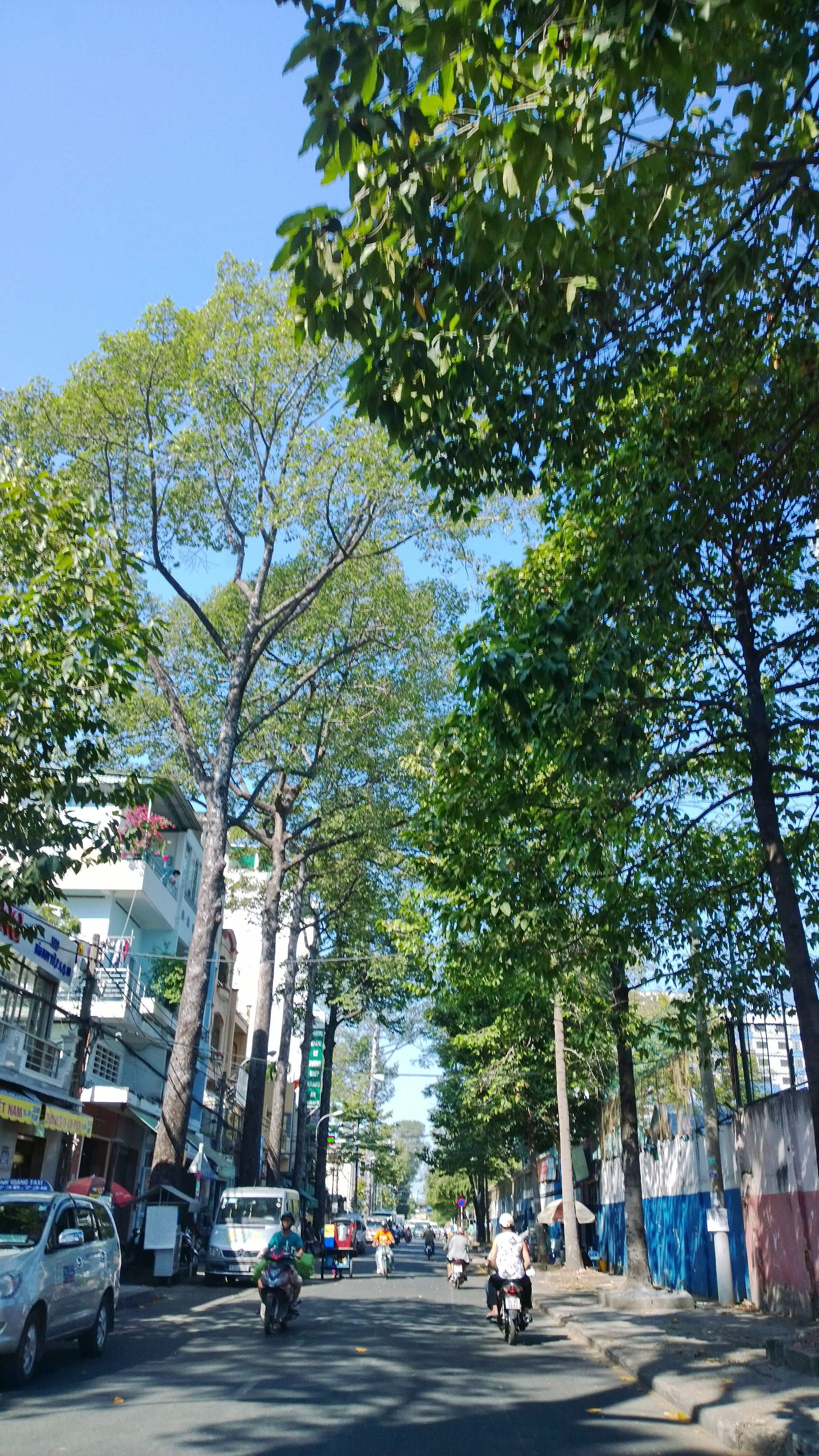
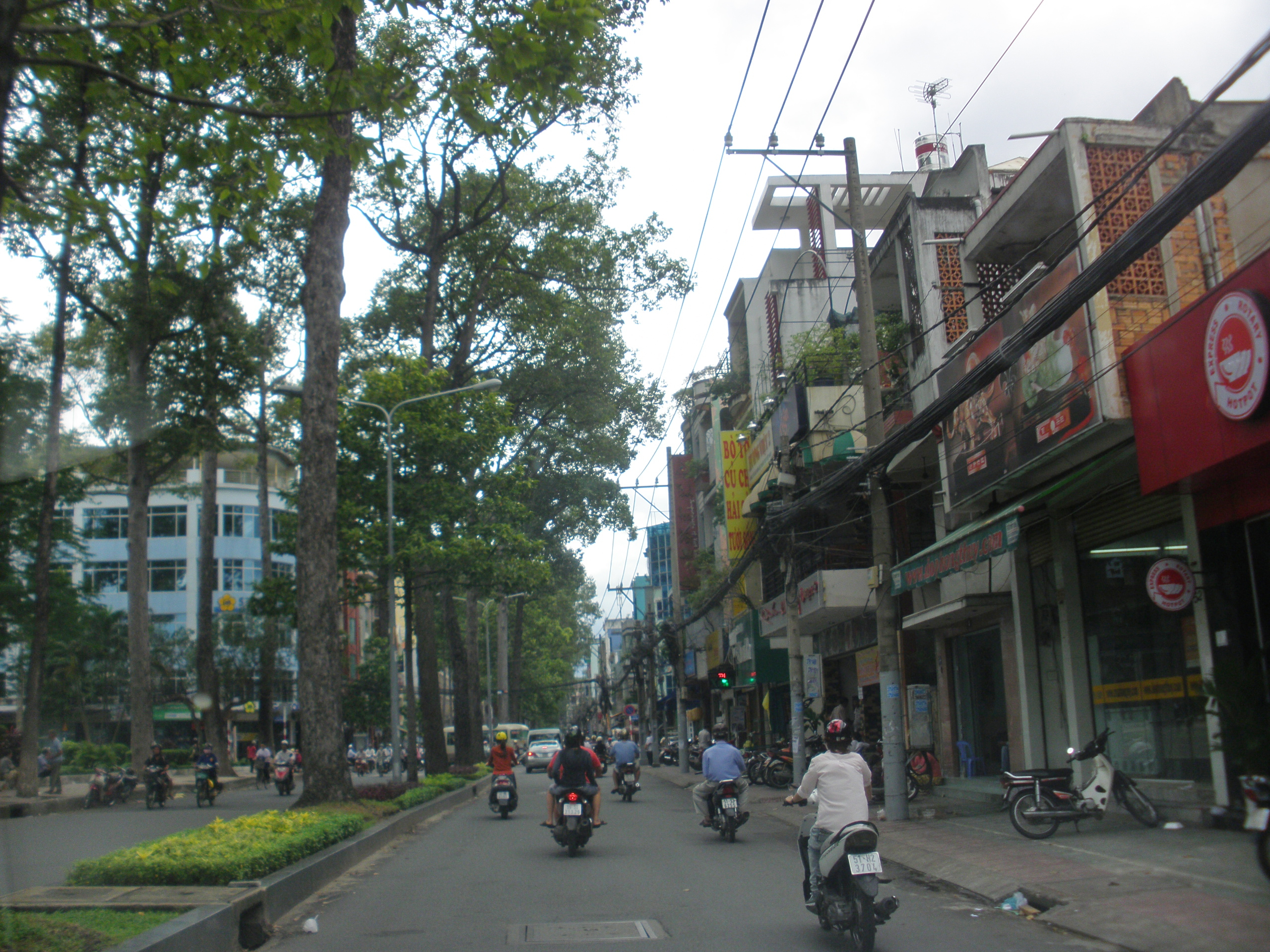
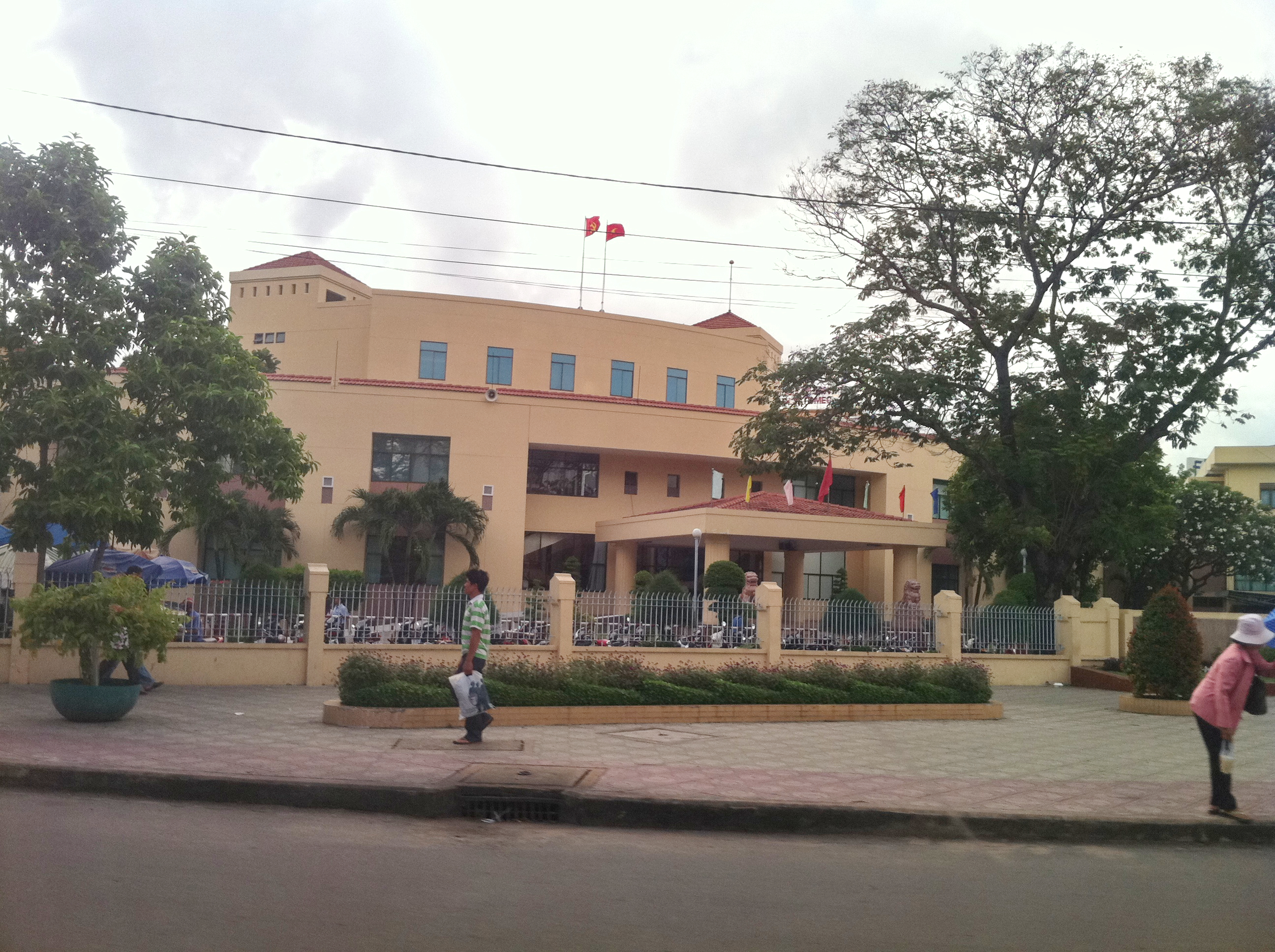
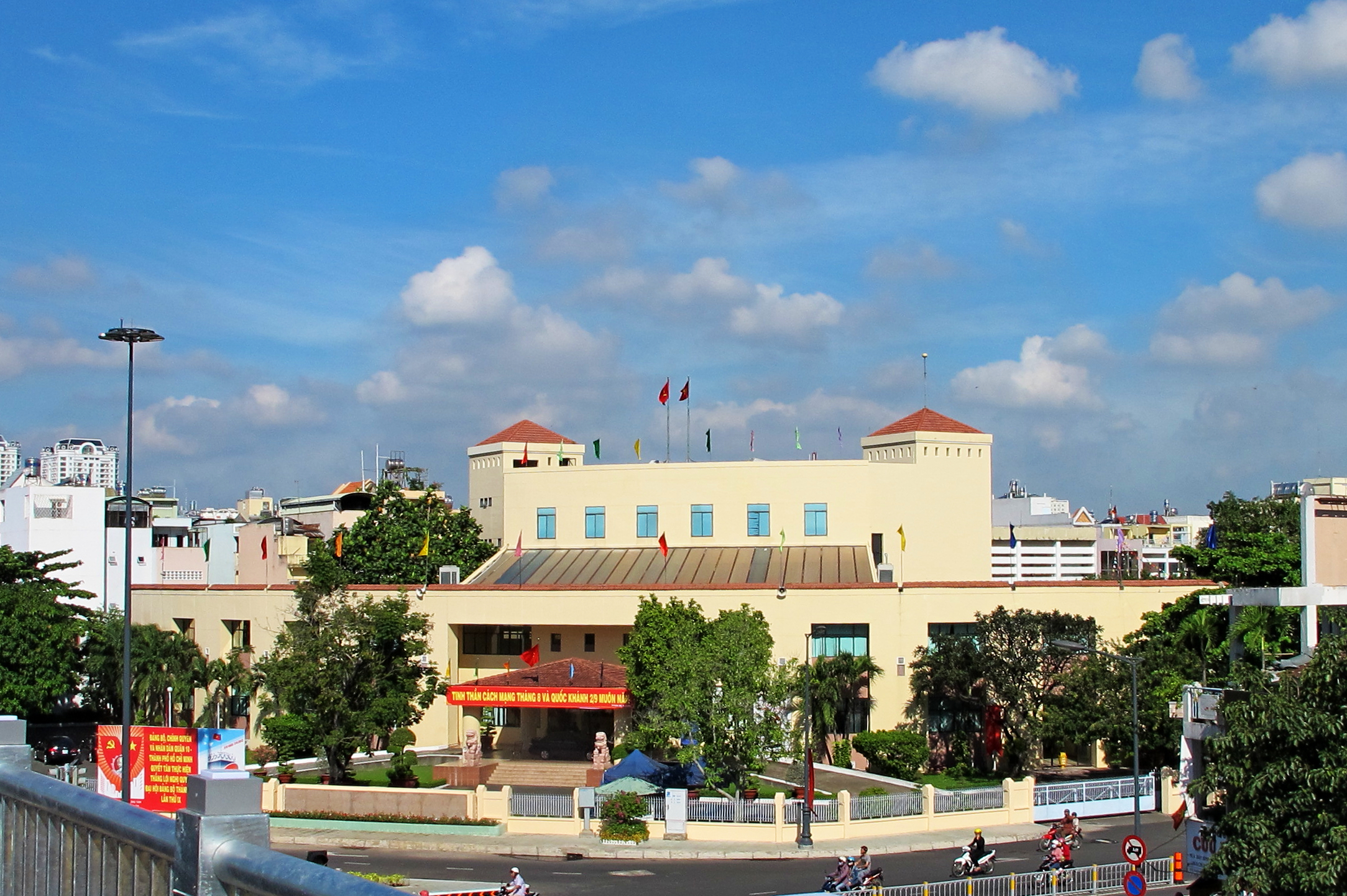
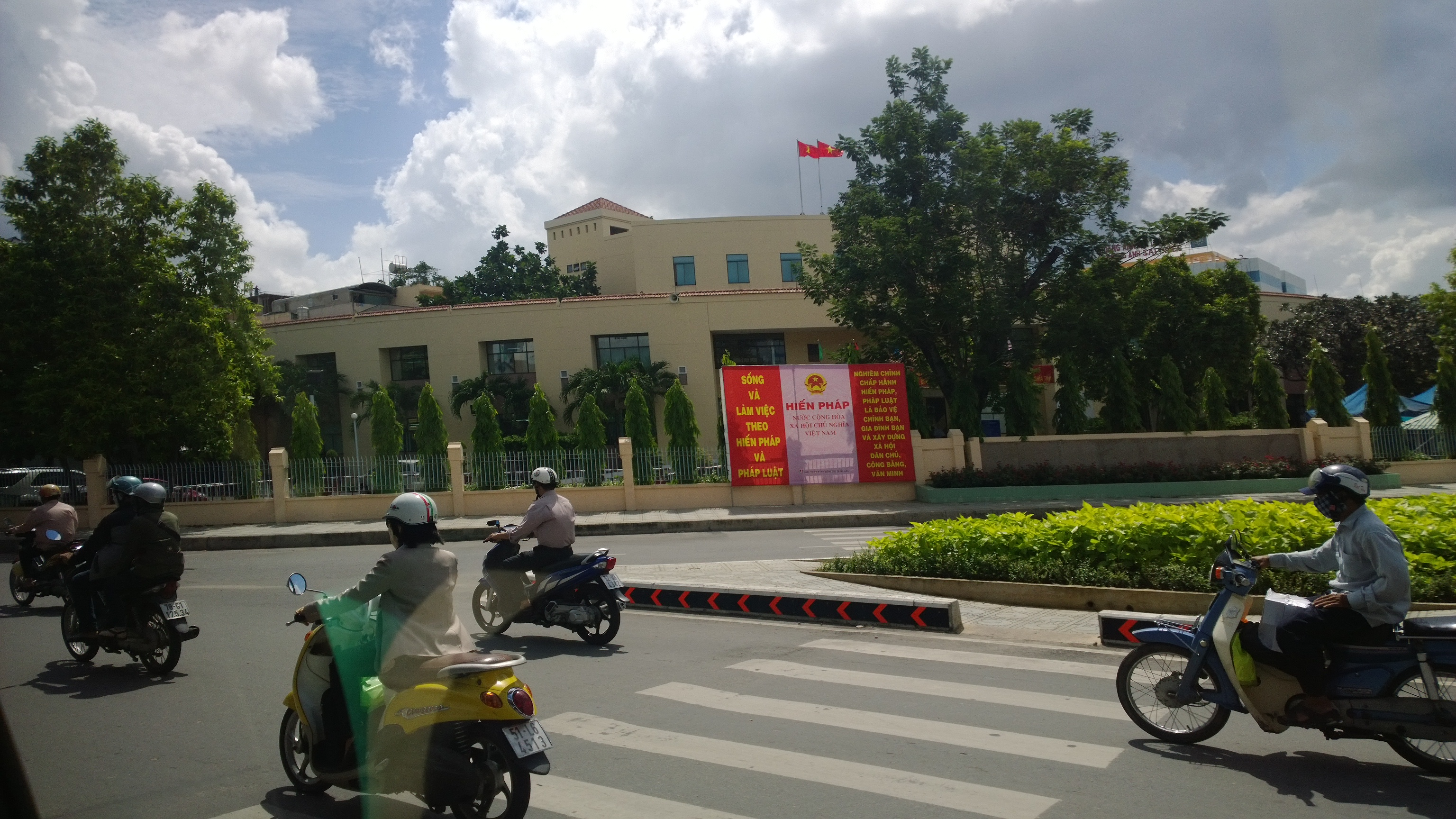
Phuong 12.
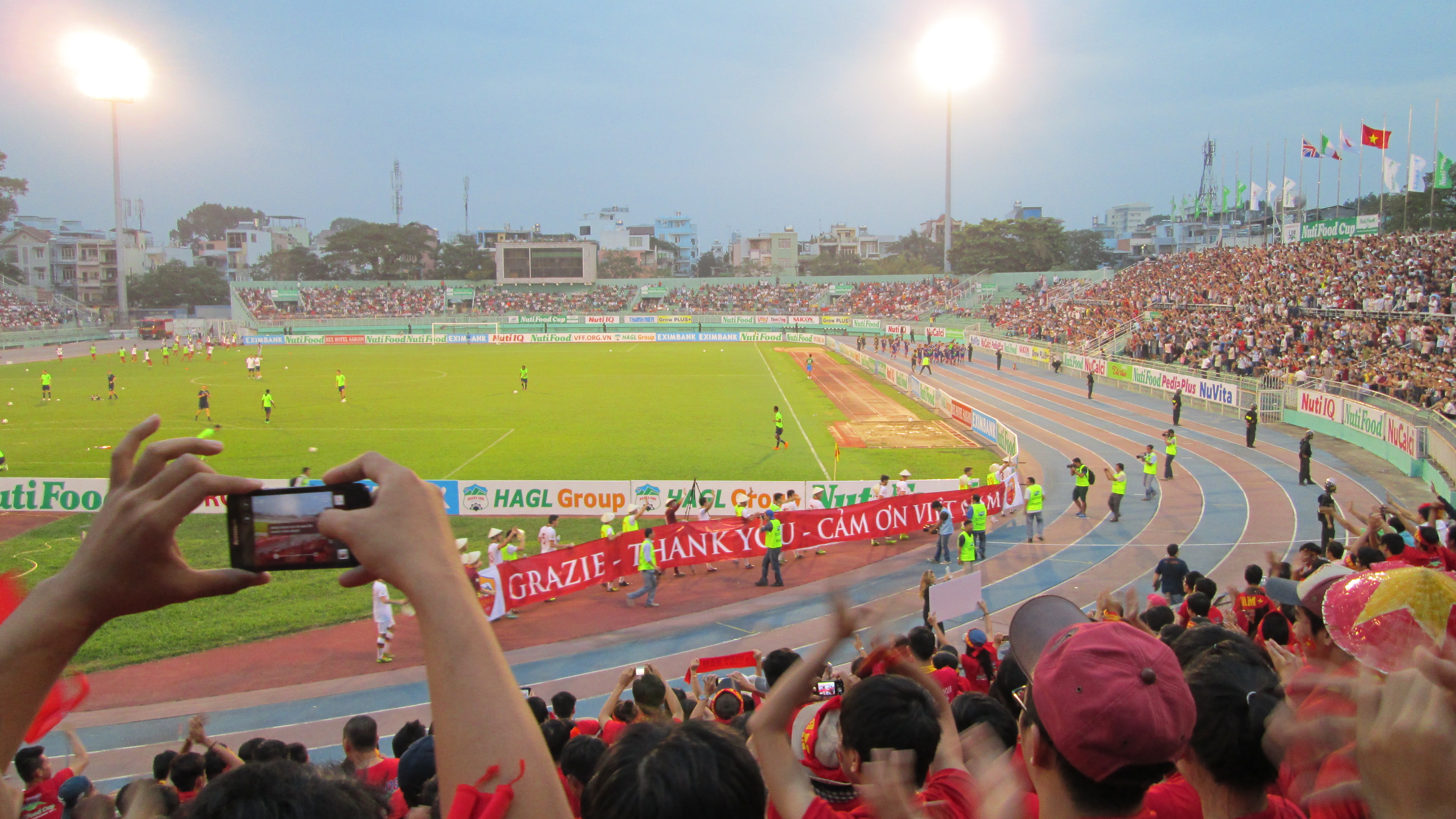
Stade de Thống Nhất.
Siège du comité populaire du 10e arrondissement.